# Grande Prêmio da Alemanha de 1952
Resultados do Grande Prêmio da Alemanha de Fórmula 1 realizado em Nürburgring em 3 de agosto de 1952. Sexta e antepenúltima etapa da temporada, foi vencida pelo italiano Alberto Ascari, que subiu ao pódio ao lado de Giuseppe Farina e Rudi Fischer, os três pilotos da Ferrari.

## Resumo
Alberto Ascari garantiu o seu primeiro titulo de campeão mundial de Fórmula 1.

## Classificação da prova
| Pos. | Nº  | Piloto              | Construtor        | Voltas | Tempo/Diferença | Grid | Pontos |
| ---- | --- | ------------------- | ----------------- | ------ | --------------- | ---- | ------ |
| 1    | 101 | Alberto Ascari      | Ferrari           | 18     | 3:06:13.3       | 1    | 9      |
| 2    | 102 | Giuseppe Farina     | Ferrari           | 18     | + 14.1          | 2    | 6      |
| 3    | 117 | Rudi Fischer        | Ferrari           | 18     | + 7:10.1        | 6    | 4      |
| 4    | 103 | Piero Taruffi       | Ferrari           | 17     | + 1 volta       | 5    | 3      |
| 5    | 108 | Jean Behra          | Gordini           | 17     | + 1 volta       | 11   | 2      |
| 6    | 119 | Roger Laurent       | Ferrari           | 16     | + 2 voltas      | 17   |        |
| 7    | 121 | Fritz Riess         | Veritas-BMW       | 16     | + 2 voltas      | 12   |        |
| 8    | 125 | Toni Ulmen          | Veritas-BMW       | 16     | + 2 voltas      | 15   |        |
| 9    | 124 | Helmut Niedermayr   | AFM-BMW           | 15     | + 3 voltas      | 22   |        |
| 10   | 113 | Johnny Claes        | HWM-Alta          | 15     | + 3 voltas      | 32   |        |
| 11   | 128 | Hans Klenk          | Veritas           | 14     | + 4 voltas      | 8    |        |
| 12   | 135 | Ernst Klodwig       | Heck-BMW          | 14     | + 4 voltas      | 29   |        |
| Ret  | 107 | Robert Manzon       | Gordini           | 8      | Acidente        | 4    |        |
| Ret  | 123 | Willi Heeks         | AFM-BMW           | 7      | Motor           | 9    |        |
| Ret  | 120 | Tony Gaze           | HWM-Alta          | 6      | Câmbio          | 14   |        |
| Ret  | 126 | Adolf Brudes        | Veritas-BMW       | 5      | Motor           | 19   |        |
| Ret  | 110 | Marcel Balsa        | Balsa-BMW         | 5      | Motor           | 25   |        |
| Ret  | 130 | Günther Bechem      | Nacke-BMW         | 5      | Ignição         | 30   |        |
| Ret  | 116 | Eitel Cantoni       | Maserati          | 4      | Eixo            | 26   |        |
| Ret  | 136 | Rudolf Krause       | Reif-BMW          | 3      | Motor           | 23   |        |
| Ret  | 118 | Rudolf Schoeller    | Ferrari           | 3      | Suspensão       | 24   |        |
| Ret  | 114 | Bill Aston          | Aston Butterworth | 2      | Pressão do óleo | 21   |        |
| Ret  | 109 | Maurice Trintignant | Gordini           | 1      | Acidente        | 3    |        |
| Ret  | 127 | Paul Pietsch        | Veritas           | 1      | Câmbio          | 7    |        |
| DSQ  | 105 | Felice Bonetto      | Maserati          | 1      | Desclassificado | 10   |        |
| Ret  | 112 | Paul Frère          | HWM-Alta          | 1      | Câmbio          | 13   |        |
| Ret  | 122 | Theo Helfrich       | Veritas-BMW       | 1      | Motor           | 18   |        |
| Ret  | 129 | Josef Peters        | Veritas-BMW       | 1      | Motor           | 20   |        |
| Ret  | 104 | Piero Carini        | Ferrari           | 1      | Freios          | 27   |        |
| Ret  | 115 | Gino Bianco         | Maserati          | 0      | Motor           | 16   |        |
| DNS  | 133 | Willi Krakau        | AFM-BMW           | 0      | Não largou      |      |        |
| DNS  | 131 | Ludwig Fischer      | AFM-BMW           | 0      | Não largou      |      |        |
| DNS  | 134 | Harry Merkel        | Krakau-BMW        | 0      | Não largou      |      |        |
| DNS  | 111 | Peter Collins       | HWM-Alta          | 0      | Motor           |      |        |

## Tabela do campeonato após a corrida
Classificação do mundial de pilotos
|   | Pos. | Piloto          | Pontos |
| - | ---- | --------------- | ------ |
|   | 1    | Alberto Ascari  | 36     |
|   | 2    | Piero Taruffi   | 22     |
|   | 3    | Giuseppe Farina | 18     |
| 3 | 4    | Rudi Fischer    | 10     |
| 1 | 5    | Troy Ruttman    | 8      |

- Nota: Somente as primeiras cinco posições estão listadas. Entre 1950 e 1953 cada piloto podia computar quatro resultados válidos por temporada havendo divisão de pontos em caso de monopostos compartilhados.